# Rupnagar
Rupnagar (Panjabi: ਰੂਪਨਗਰ) ist eine Stadt im nordwestindischen Bundesstaat Punjab.
Rupnagar ist die Hauptstadt des gleichnamigen Distrikts sowie Verwaltungssitz der neu gegründeten gleichnamigen Division.
Beim Zensus 2011 hatte Rupnagar etwa 56.000 Einwohner.
Die Stadt liegt 40 km nordwestlich von Chandigarh am linken Flussufer des Satluj.
Die nationale Fernstraße NH 21 führt von Chandigarh an Rupnagar vorbei nach Mandi in Himachal Pradesh.

## Persönlichkeiten
- Pargat Singh (* 1992), Cricketspieler